# Rikken Kokumintō

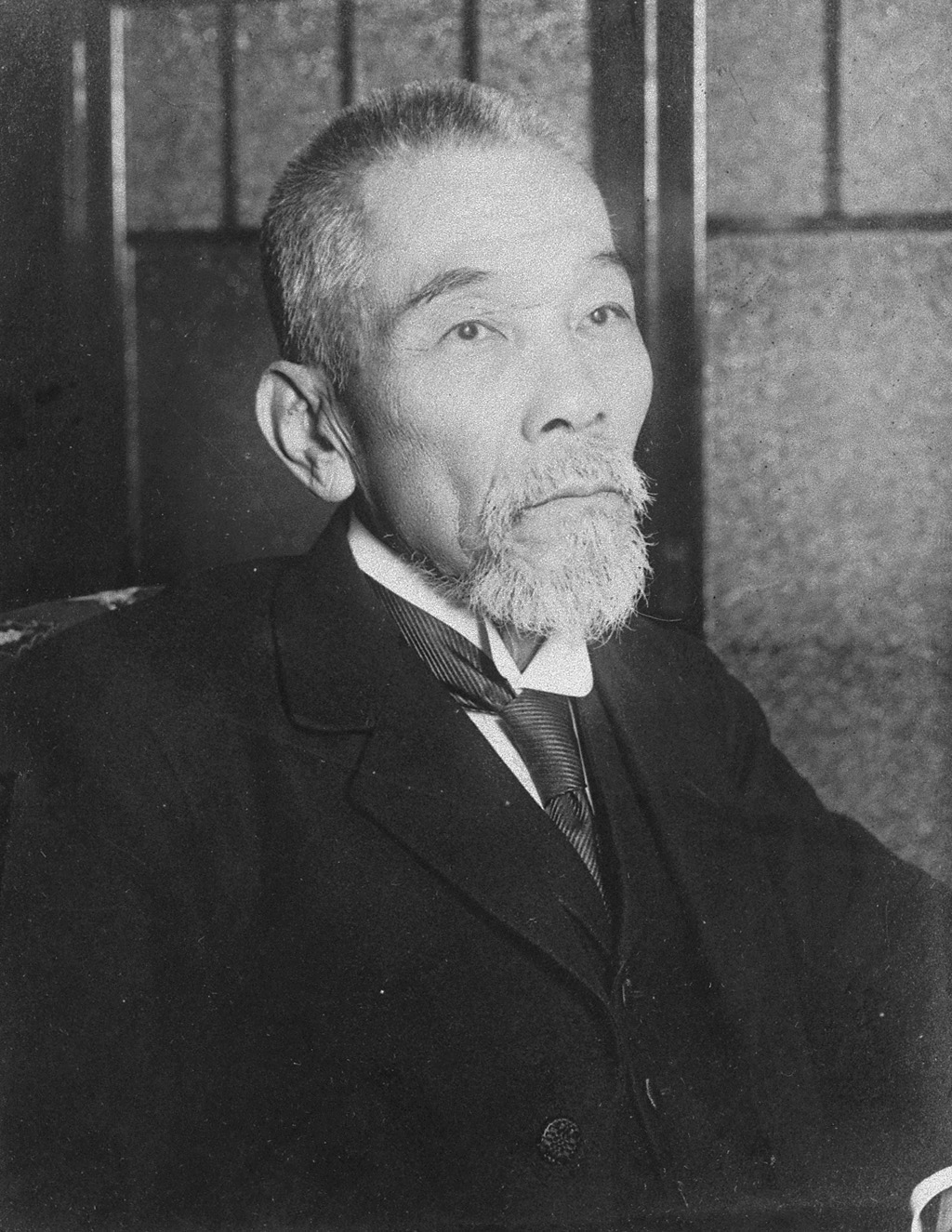
Inukai Tsuyoshi, fundador del Rikken Kokumintō.

El Rikken Kokumintō (立憲国民政党?  Partido Constitucional Nacionalista) fue un partido político japonés. Fue conocido simplemente como el Kokumintō.
Fue fundado en marzo de 1910 después de la unión del Kensei Hontō con diversos partidos políticos y grupos pequeños, dentro de la Dieta, y fue dominado por Inukai Tsuyoshi. Propugnaba una constitución, una franquicia electoral basada en el sufragio universal masculino y el incremento del gasto para la Marina Imperial Japonesa. Tomó la posición de oponerse al poder e influencia del genrō y la oligarquía Meiji.
En enero de 1913, alrededor de la mitad del partido renunció, para unirse al Rikken Dōshikai fundado por Katsura Tarō. En la elección general de 1920, el partido pudo obtener solamente 29 escaños. En septiembre de 1922, se disolvió y sus antiguos miembros formaron las bases del Kakushin Kurabu.

## Resultados electorales
| Elecciones | Candidato       | # de votos | % de votos | # de escaños | ±-  |
| ---------- | --------------- | ---------- | ---------- | ------------ | --- |
| 1912       | Inukai Tsuyoshi | 381.465    | 28,56%     | 95/381       | 25a |
| 1915       | Inukai Tsuyoshi | 106.445    | 7,51%      | 27/381       | 68  |
| 1917       | Inukai Tsuyoshi | 125.974    | 9,68%      | 35/381       | 8   |
| 1924       | Inukai Tsuyoshi | 140.397    | 5,32%      | 29/464       | 6   |

a Respecto al resultado del Kenseitō en 1908.